# Abtenau
Abtenau é um município da Áustria, situado no distrito de Hallein, no estado de Salzburgo. Tem 187,08 km² de área e sua população em 2019 foi estimada em 5.909 habitantes.